# Seda
|  | Per a altres significats, vegeu «Seda (desambiguació)». |

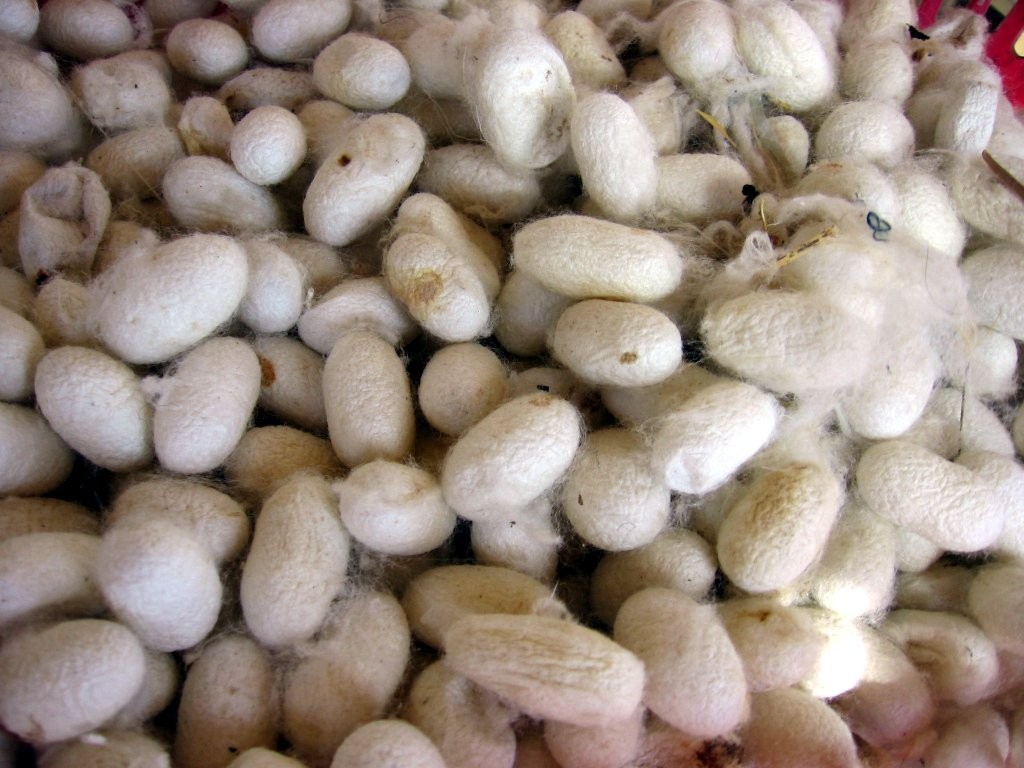
Capolls del cuc de seda.

La seda és una fibra tèxtil natural. El filament de la seda prové d'unes proteïnes (fibroïna i sericina) segregades per les glàndules salivals del cuc de seda, és a dir, l'eruga de la papallona de la seda. Les aranyes també produeixen seda per construir els seus caus i les seves teranyines, però aquesta seda no té interès comercial.
Els primers a fer servir aquesta substància i elaborar el teixit van ser els xinesos, i tant la valoraven que es diu que estava prohibit treure cucs fora de l'imperi i que es castigava amb la mort qui ho intentava. Tot i l'estricta vigilància, sembla que alguns europeus van aconseguir treure'n alguns exemplars amagats a l'equipatge. Posteriorment, el comerç d'aquesta fibra es va generalitzar a partir de la Ruta de la Seda.

## Història
La producció de seda es va originar a la Xina durant el Neolític, tot i que finalment arribaria a altres llocs del món. (cultura Yangshao, IV mil·lenni aC). La producció de seda va romandre limitada a la Xina fins que la Ruta de la Seda es va obrir en algun moment durant la darrera part del 1r mil·lenni aC, tot i que la Xina va mantenir el seu monopoli virtual sobre la producció de seda durant milers d'anys més.

### Seda salvatge

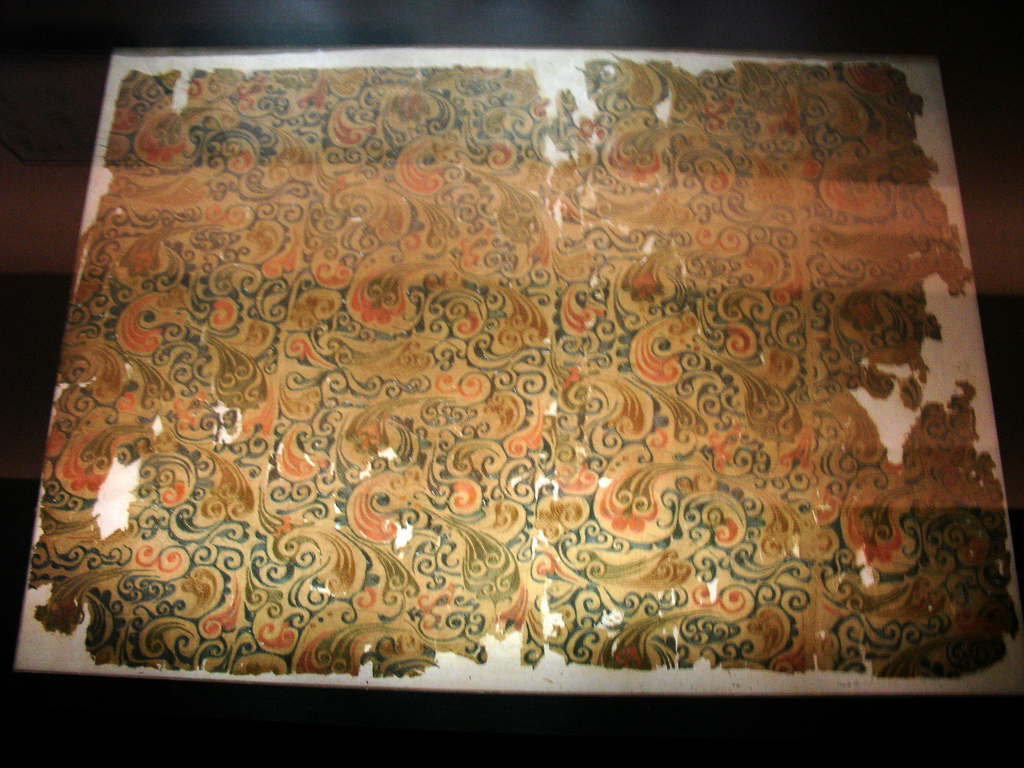
Tèxtil de seda teixit de la tomba núm. 1 a Mawangdui a Changsha, província de Hunan, Xina, de la dinastia Han occidental, segle II aC

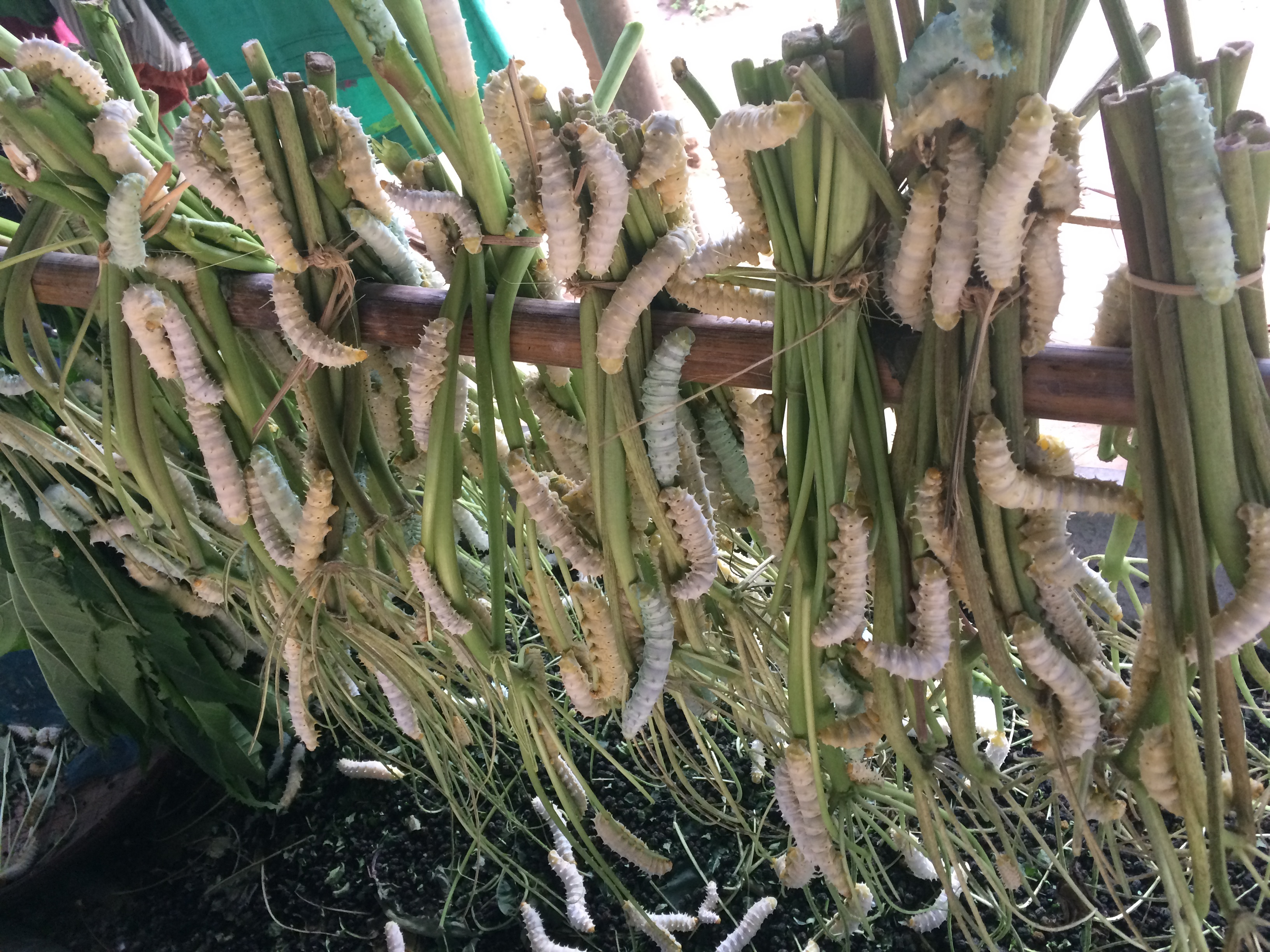
Cria del cuc de seda Eri salvatge, Assam

Diversos tipus de seda salvatge, produïts per erugues diferents del cuc de seda morera, s'han conegut i filat a la Xina, Àsia del Sud i Europa des de llavors. temps antics, p. la producció de seda Eri a Assam, Índia. Tanmateix, l'escala de producció sempre va ser molt menor que la de les sedes conreades. Hi ha diverses raons per a això: primer, es diferencien de les varietats domesticades pel color i la textura i, per tant, són menys uniformes; en segon lloc, els capolls recollits a la natura normalment han fet sortir la pupa d'ells abans de ser descobertes, de manera que el fil de seda que forma el capoll s'ha trencat en trossos més curts; i en tercer lloc, molts capolls salvatges estan coberts d'una capa mineral que impedeix els intents d'enrotllar-ne llargs fils de seda. Així, l'única manera d'obtenir una seda apta per a la filatura en tèxtils a les zones on no es conreen sedes comercials era mitjançant un cardat tediós i laboriós.
Algunes estructures de seda natural s'han utilitzat sense ser desenrotllades ni filades. Les teranyines s'utilitzaven com a venda de ferides a l'antiga Grècia i Roma, i com a base per a la pintura del segle XVI. Els nius d'erugues es van enganxar junts per fer una tela a l'Imperi asteca.
Les sedes comercials provenen de pupes de cuc de seda criades, que es crien per produir un fil de seda de color blanc sense minerals a la superfície. Les pupes es maten submergint-les en aigua bullent abans que surtin les arnes adultes o perforant-les amb una agulla. Tots aquests factors contribueixen a la capacitat de tot el capoll de desfer-se com un fil continu, permetent que es teixi un drap molt més resistent amb la seda.
Les sedes salvatges també solen ser més difícils de tenyir que la seda del cuc de seda cultivat. Una tècnica coneguda com a desmineralització permet eliminar la capa mineral al voltant del capoll de les arnes de seda salvatges, deixant només la variabilitat de color com a barrera per crear una indústria de la seda comercial basada en sedes silvestres a les parts del món on prosperen les arnes de la seda salvatges, com ara a Àfrica i Amèrica del Sud.

### Col·legis i confraries
La indústria de la seda començà a la ciutat de València el segle xiv de la mà de jueus posteriorment conversos, i assolí el seu moment àlgid a final del segle xv, quan s'instal·laren nombrosos menestrals genovesos que introduïren tècniques de fabricació de vellut i altres teles de gran qualitat, com ara setins, domassos i brocats. El 1477 es redigiren les primeres ordenances del col·legi, i el 1482 es començà a construir la Llotja de la Seda.
A Mallorca, el treball de la seda arribà efectivament de la mà de valencians. Ja el 1527 es documenten els primers cultius de seda (a Sóller), que ràpidament s'estengueren a altres pobles. Pel que fa a l'art del teixit de la seda, el 1578 el valencià Miquel Magraner rebé una subvenció del Gran i General Consell per instal·lar-se a Mallorca a exercir l'ofici i ensenyar l'art de la torcedura de la seda. El col·legi dels torcedors de seda de Mallorca es constituí oficialment el 1685, i el segle xviii consten catorze mestres amb obrador obert.

## Producció de seda

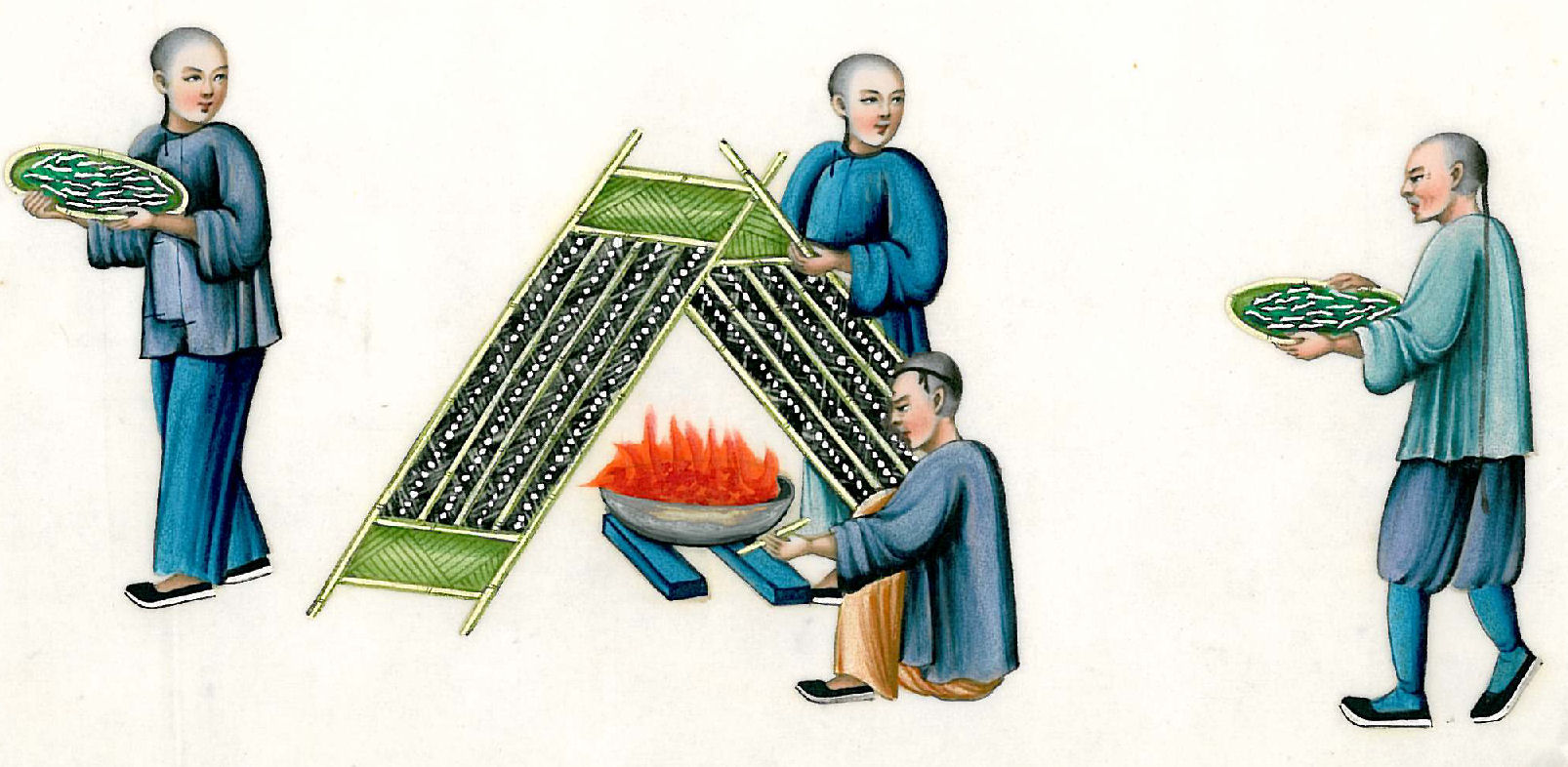
Producció de seda a l'antiga Xina.

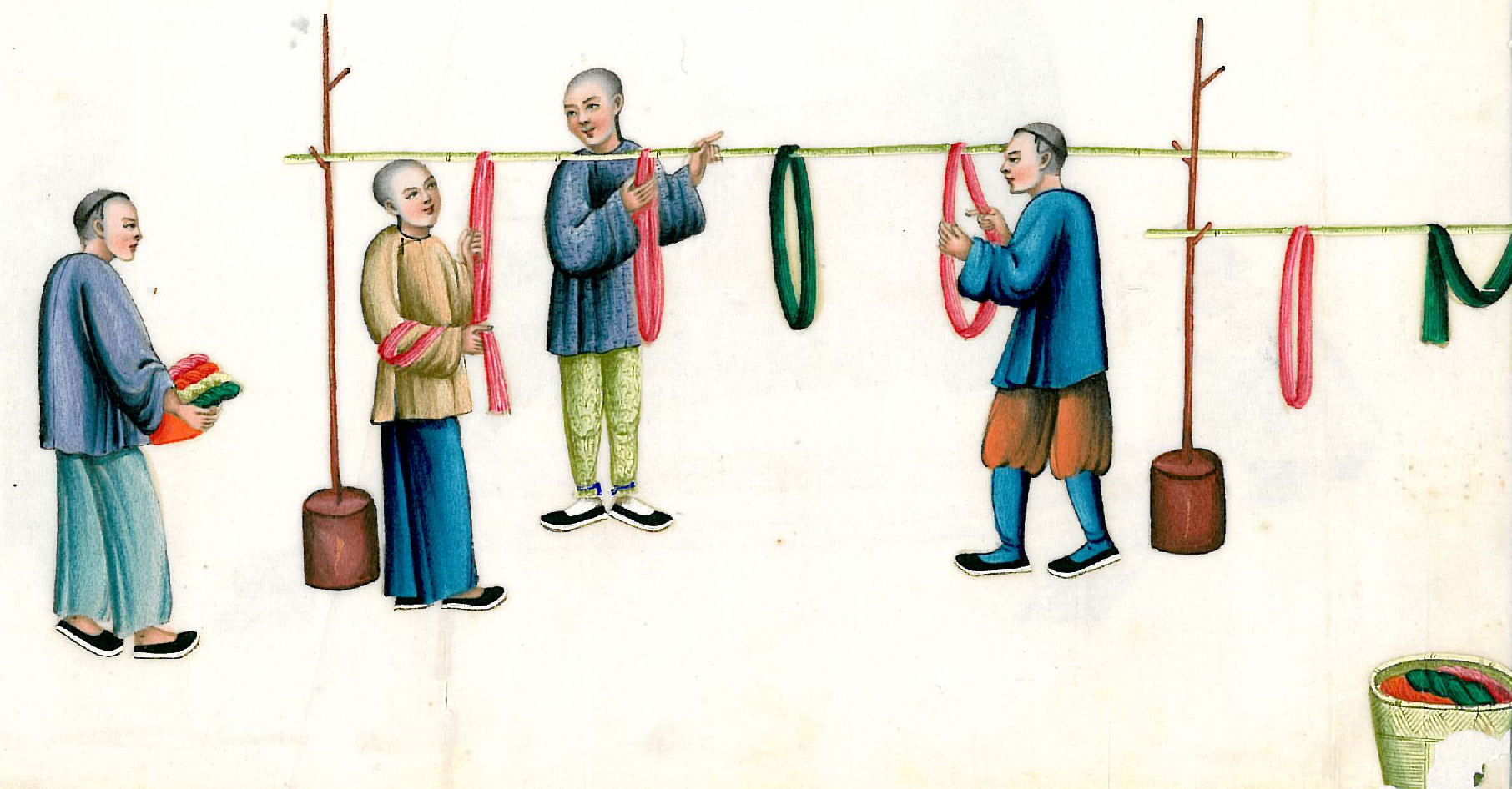
Producció de seda a l'antiga Xina.

El cuc es cria en un espai airejat i ombrívol, sobre una superfície aïllada de terra, col·locant-los sobre un llit de fulles durant 45-50 dies.
Quan la bava que el cuc de seda segrega de manera contínua entra en contacte amb l'aire se solidifica i forma el fil de seda, amb què el cuc fa el capoll. Desfent-lo s'obté un filament molt fi. Per desfilar-lo, el capoll es cou en una caldera d'aram amb aigua a uns 80-100 °C perquè s'afluixi el fil; així, l'artesà el pot passar a un torn manual. A continuació es fa el debanatge, torçat i retorçat del filament. Després, el descruatge, el blanqueig i, si s'escau, el tint.
En teixits de calada (fets al teler) es fan robes llises i laborades, i també domassos. En gènere de punts es fan blondes, gases i mitges.
El fil de seda és molt resistent, llis i molt brillant. Es descompon a 170 °C i quan és cru (quan surt del debanatge) té un tacte aspre i cruixent. Els teixits són molt resistents, aïllants i amb una bona presència, molt suaus i lluents.
| Els deu millors productors de capolls. – 2005 | Els deu millors productors de capolls. – 2005 | Els deu millors productors de capolls. – 2005 | Els deu millors productors de capolls. – 2005 | Els deu millors productors de capolls. – 2005 |
| País | Producció (Int $1000)                         | Nota de peu                                   | Producció (1000 kg)                           | Nota de peu                                   |
| --- | --------------------------------------------- | --------------------------------------------- | --------------------------------------------- | --------------------------------------------- |
| República Popular de la Xina | 978,013                                       | C                                             | 290,003                                       | F                                             |
| Índia | 259,679                                       | C                                             | 77,000                                        | F                                             |
| Uzbekistan | 57,332                                        | C                                             | 17,000                                        | F                                             |
| Brasil | 37,097                                        | C                                             | 11,000                                        | F                                             |
| Iran | 20,235                                        | C                                             | 6,088                                         | F                                             |
| Tailàndia | 16,862                                        | C                                             | 5,000                                         | F                                             |
| Vietnam | 10,117                                        | C                                             | 3,000                                         | F                                             |
| Plantilla:DPRK | 5,059                                         | C                                             | 1,500                                         | F                                             |
| Romania | 3,372                                         | C                                             | 1,000                                         | F                                             |
| Japó | 2,023                                         | C                                             | 600                                           | F                                             |
| Sense símbol = xifra oficial, F = estimació de la FAO,*= xifra no oficial, C = xifra calculada; La producció en 1.000 $ int s'ha calculat a partir dels preus internacionals de 1999-2001 Font: Organització de les Nacions Unides per a l'Alimentació i l'Agricultura: Departament Econòmic i Social: Divisió d'Estadística |                                               |                                               |                                               |                                               |

## Aplicacions
Articles de luxe, com llenceria fina, roba interior, bruses, camises, fulards i vestits de dona i d'home.
Per a la llar, s'hi fan peces de tapisseria i decoració. Antigament s'hi feia la indumentària litúrgica, així com algunes peces de la indumentària tradicional, i també els paracaigudes. En els inicis dels vols aerostàtics alguns globus disposaven de bosses fetes de seda.
Alguns documents indiquen veles de vaixell fetes de seda. Un cas conegut és el d'una nau de  Cleòpatra.

## Tipus històrics de teixits de seda
- Bengalina: Teixit amb ordit de seda però trama de llana i lligat de plana. S'identificava sobretot per lluir un acanalat horitzontal.[15]

- Brocat: Base de tela de seda sobre la qual s'hi entren fils d'or o de plata tot traçant un dibuix. Aquesta decoració és tant gruixuda que queda realçada.[15]

- Brocatell: Tela teixida amb un mínim de dos ordits de seda i diverses trames del mateix material, però també amb trames de cotó o de lli que donen rigidesa a la tela.[15] En el cas dels brocatells més luxosos aquestes trames alternatives podien ser de fils de plata o d'or. En el passat aquesta tela s'usava sobretot en tapisseria o per vestits femenins.[15]

- Crespó: Fil que s'obté de tòrcer dos o més caps de seda, un dels quals ja havia estat torçat prèviament.[15]

- Domàs / damasc: Tela d'un sol color característica pel seu efecte mat i brillant a la vegada quan es mou. S'aconsegueix alternant el setí en la trama i l'ordit.[15]

- Gasa: Tela molt clara, fina i lleugera amb un lligat de tafetà en què els fils d'ordit i els de trama queden bastant separats.[15]

- Glacé: Teixit que fa un característic soroll de paper si se l'arruga. Es teixeix amb un lligat de plana.[15]

- Granadina: Teixit fet amb pèl de seda sotmès a una gran torsió.[15]

- Gro / groguèn: Teixit similar al glacé però menys brillant i una superfície no tan regular.[15]

- Moaré: Teixit de superfície acanalada i de bordó gros en què l'acabat llueix unes aigües irregulars que canvien segons la llum. Es feia servir per a folres, vestits femenins, ornaments eclesiàstics, tapisseria...[15]

- Mussolina: Teixit de fil de seda molt fi i retorçat amb lligat de tafetà. El resultat és un teixit molt fi i transparent, semblant a una gasa. S'emprava per confeccionar bruses o vestits de dona vaporosos.[15]

- Polonesa: Teixit amb ordit de seda però trama de cotó. Es tenyia de qualsevol color i s'usava per fer els folres dels vestits.[15]

- Radsimir: Teixit que era tenyit en madeixa, sobretot de color negre. El lligat era de sarja batàvia. S'emprava per mocadors de coll o de cap, corbates i vestits de dona.[15]

- Setí de seda: Teixit amb la cara bona llisa i lluent fet amb l'ordit molt dens, el qual forma unes bastes d'ordit adjacents.[15]

- Surà: Teixit molt suau que era tenyit en madeixa. El lligat era de sarja. La tècnica era originària de Surat. Es confeccionava en colors llisos, i també formant llistes i quadres.[15]

- Tafetà / glacé: Tela fina, llisa i llustrosa. Ambdues cares són iguals. El lligat és el conegut com de tafetà o de plana, ordit d'organzí i trama de seda tenyida en madeixa. Es confeccionava de manera molt diversa: quadres, llistes, tornassolats...[15]

- Tissú: Teixit de seda i metalls preciosos. Es feia servir sobretot en ornaments religiosos.[15]

- Tul: Teixit de malla reixada que es teixeix amb 3 sèries de fils successives: mentre un fa d'ordit els altres dos fan de trama, i es van alternant. Es feia servir per cortines i roba de dona.[15]

- Vellut: Teixit de pelfa amb el pèl tallat o arrissat.[15]

- Xiné: Teixit en què els fils d'ordit eren pintats o estampats. D'aquesta manera, en el moment de teixir-se les diferències de tensions i encongiments del fil feia que aparegués un dibuix lleugerament esfumat.[15]

## Cultiu

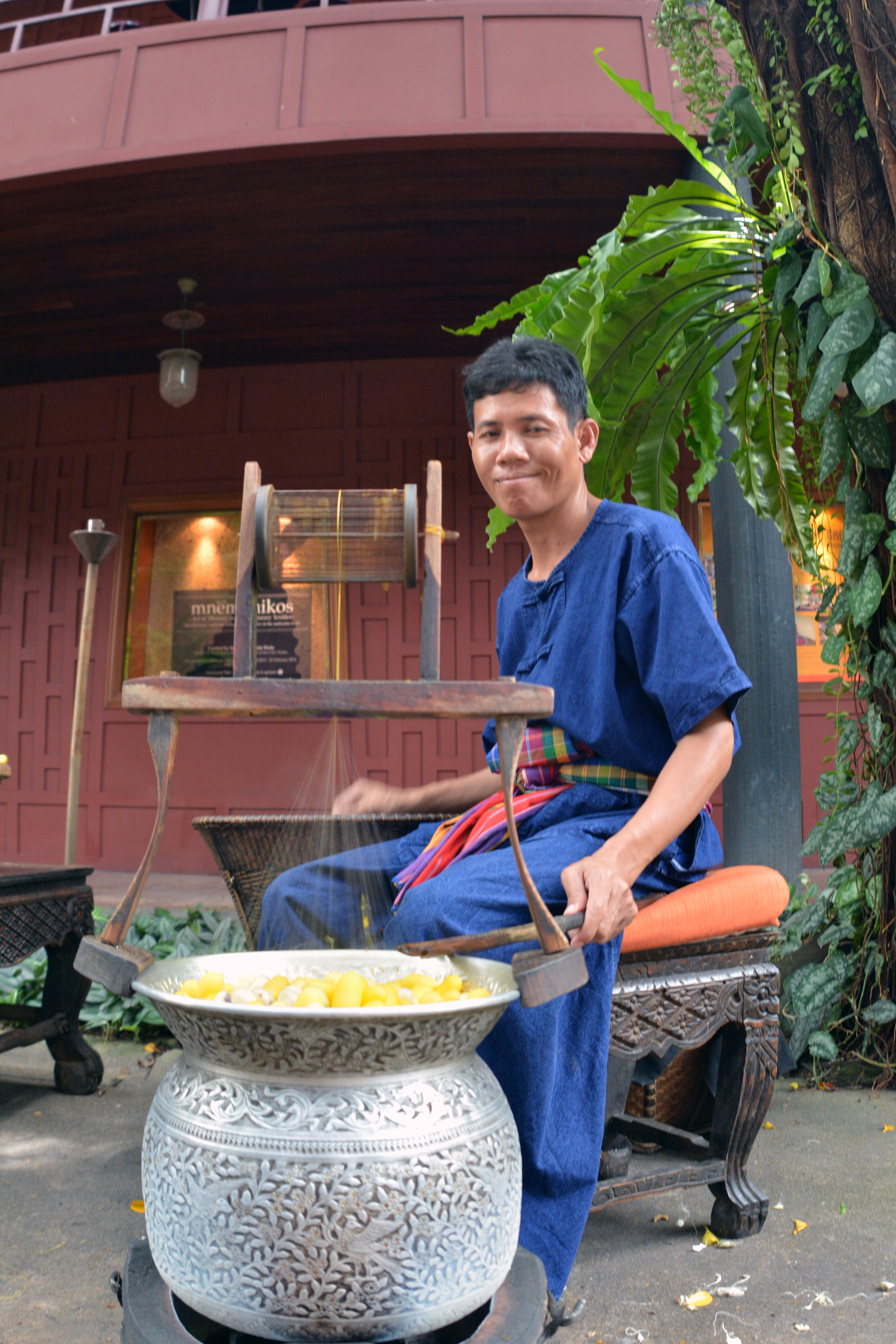
L'home tailandès fa bobines de seda

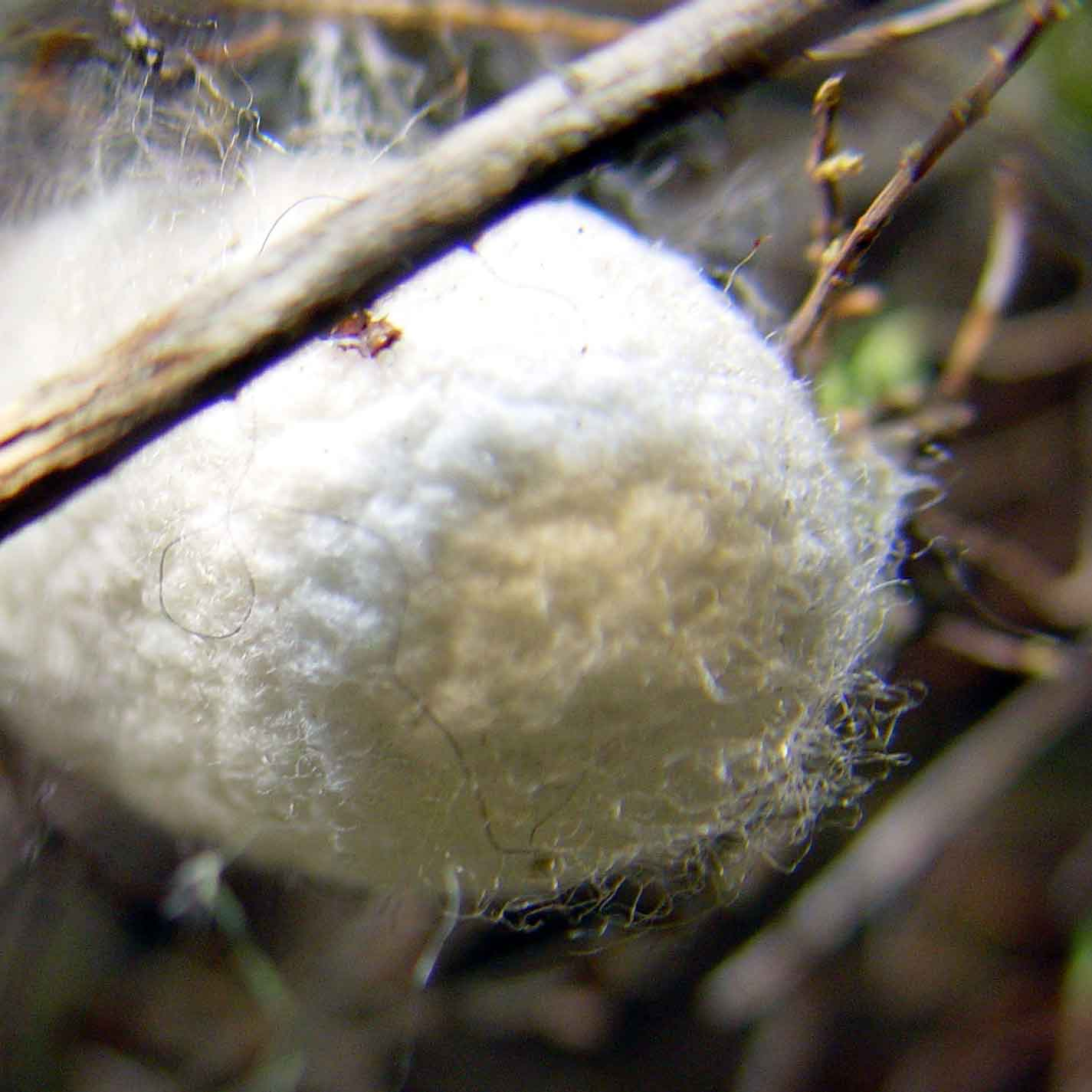
Capoll

Les arnes de seda ponen ous sobre un paper especialment preparat. Els ous eclouen i les erugues (cucs de seda) s'alimenten de fulles fresques de morera. Després d'uns 35 dies i 4 mudes, les erugues són 10.000 vegades més pesades que quan es desclouen i estan a punt per començar a filar un capoll. Es col·loca un marc de palla sobre la safata de les erugues, i cada eruga comença a fer girar un capoll movent el cap en un patró. Dues glàndules produeixen seda líquida i la forcen a través d'unes obertures al cap anomenades fileres. La seda líquida està recoberta de sericina, una goma protectora soluble en aigua, i es solidifica en contacte amb l'aire. En 2-3 dies, l'eruga gira uns 1,6 km de filament i està completament envoltada en un capoll. Aleshores, els agricultors de seda escalfen els capolls per matar-los, deixant-ne alguns per metamorfosi en arnes per criar la següent generació d'erugues. A continuació, els capolls collits es submergeixen en aigua bullent per suavitzar la sericina que manté les fibres de seda juntes en forma de capoll. A continuació, les fibres es desenrotllen per produir un fil continu. Com que un sol fil és massa fi i fràgil per a l'ús comercial, entre tres i deu fils es fan junts per formar un sol fil de seda.

## Drets dels animals
Com que el procés de recol·lecció de la seda del capoll mata les larves bullint, la sericultura ha estat criticada pels activistes del benestar animal, inclosa la People for the Ethical Treatment of Animals (PETA), que insten a la gent a no comprar objectes de seda.
Mahatma Gandhi va ser crític amb la producció de seda a causa de la seva filosofia Ahimsa (no violenta), que va portar a la promoció del cotó i la seda Ahimsa, un tipus de seda silvestre feta a partir dels capolls de les arnes de seda salvatges i semisalvatges.